# آيت الصالح بن علي (أولاد سي ابراهيم)
آيت الصالح بن علي هو دُوَّار يقع بجماعة آيت عمار، إقليم خريبكة، جهة بني ملال خنيفرة في المملكة المغربية. ينتمي الدوّار لمشيخة أولاد سي إبراهيم التي تضم 6 دواوير. يقدر عدد سكانه بـ 336 نسمة حسب الإحصاء الرسمي للسكان والسكنى لسنة 2004.

## وصلات خارجية
- البوابة الوطنية للجماعات الترابية
- المندوبية السامية للتخطيط